# Balyamandur, Virajpet
Balyamandur là một làng thuộc tehsil Virajpet, huyện Kodagu, bang Karnataka, Ấn Độ.